# Anabar (Nauru)
Pour les articles homonymes, voir Anabar (homonymie).
Anabar est un des quatorze districts et une des huit circonscriptions électorales de Nauru.

## Étymologie
Selon l'allemand Paul Hambruch, le terme nauruan Anabar signifie « dur comme la pierre » ou « peu de terre », surement en référence à la faible superficie des terres cultivables dans ce secteur.

## District

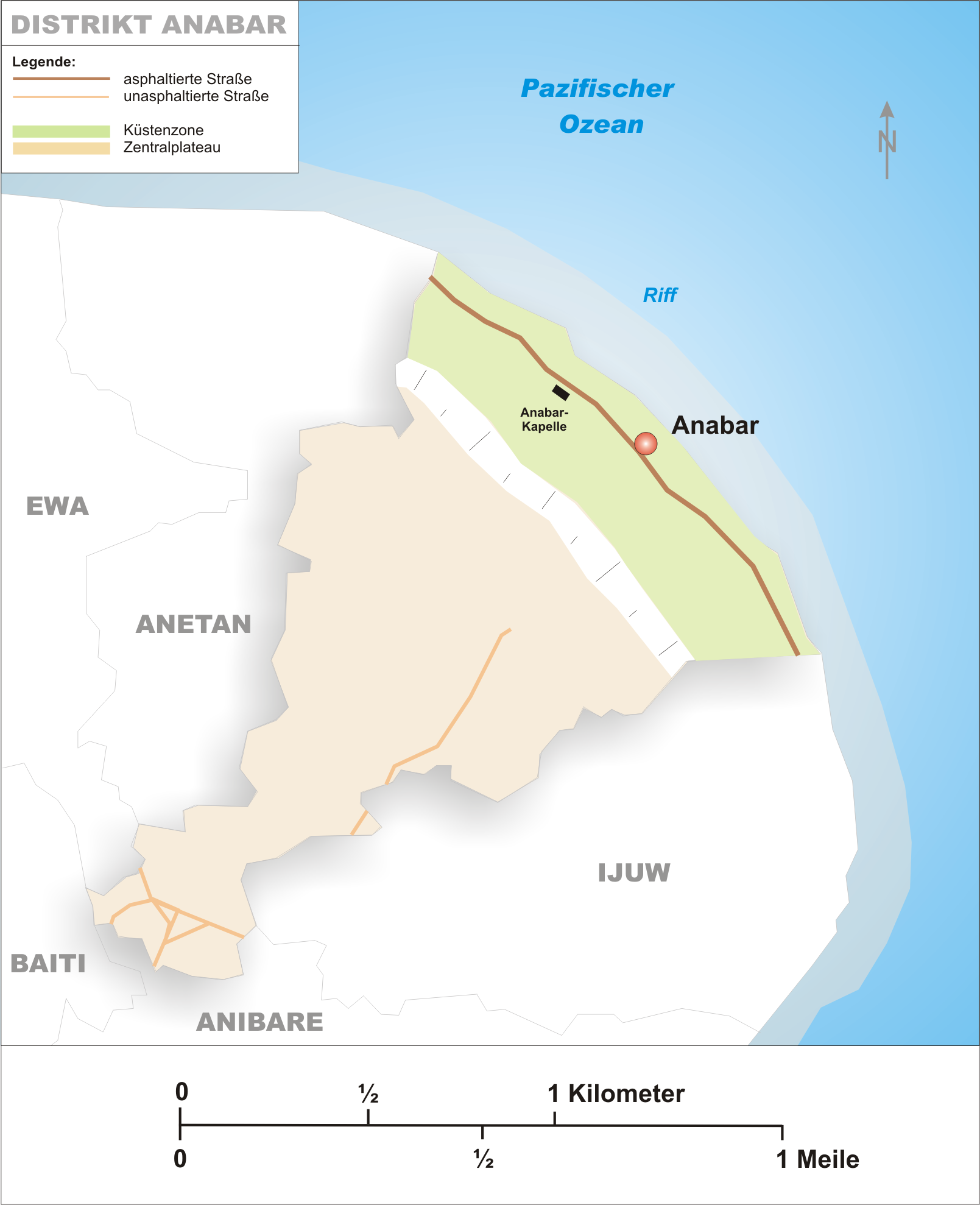
Carte du district d'Anabar.

### Géographie
Anabar se trouve dans le Nord-Est de l'île de Nauru. Il est bordé par l'océan Pacifique au nord-est et par les districts d'Anetan, Ewa et Baiti à l'ouest et Anibare et Ijuw au sud.
Son altitude moyenne est de 25 mètres (minimale : 0 mètre, maximale : 40 mètres) et sa superficie est de 1,5 km2 (cinquième rang sur quatorze).
Une lagune d'eau saumâtre, la lagune Anabar, se trouve dans le district, au pied du coteau qui sépare la plaine côtière du plateau central de l'île.

### Infrastructures
Anabar abrite sur son territoire une chapelle protestante.

### Population
Anabar est peuplé de 378 habitants (onzième rang sur quatorze) avec une densité de population de 264,3 hab/km2.
La zone correspondant au district d'Anabar était composée à l'origine de quinze villages : Adibor, Aeibur, Anabar, Araro, Areb, Atebar, Atibuyinor, Atowong, Bagetareor, Bodeadi, Eaterieri, Imweteyung, Wereda, Yaterangia et Yuwinengin.

## Circonscription électorale

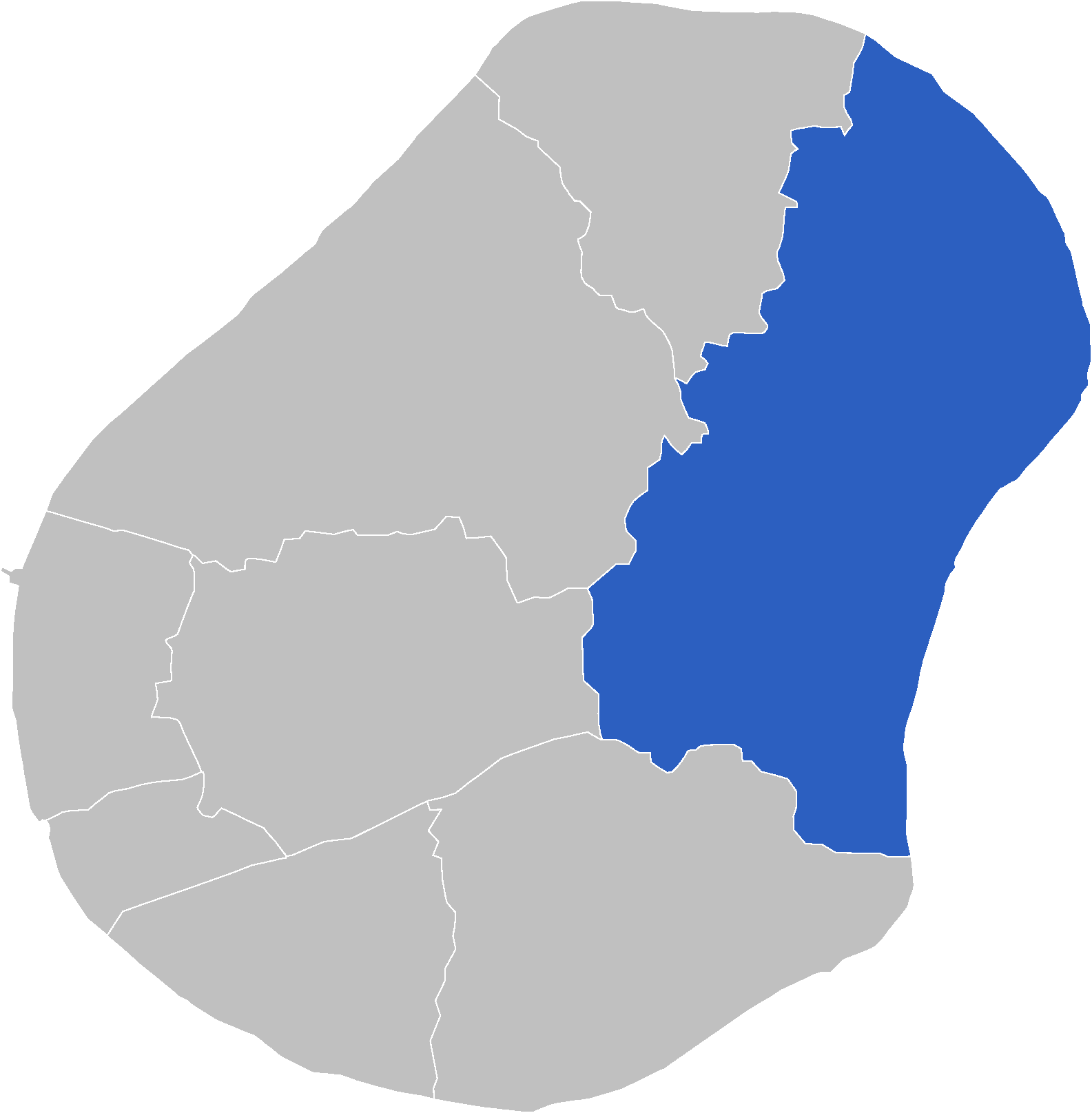
Carte de localisation de la circonscription électorale d'Anabar.

La circonscription électorale d'Anabar est composée des districts d'Anabar, d'Anibare et d'Ijuw. Elle a une superficie de 5,7 km2, une population de 1 296 habitants et une densité de 227,4 hab/km2. Elle fournit deux élus au Parlement de Nauru au terme des élections législatives.
| Candidat         | Valeur des votes |
| ---------------- | ---------------- |
| Ludwig Scotty    | 198,9            |
| Riddell Akua     | 194,52           |
| James Deireragea | 190,65           |
| Godfrey Waidabu  | 133,93           |
| David Gadaraoa   | 122,27           |

| Candidat         | Valeur des votes |
| ---------------- | ---------------- |
| Ludwig Scotty    | 304,62           |
| Riddell Akua     | 282,22           |
| James Deireragea | 169,52           |
| Godfrey Waidabu  | 165,33           |
| Tyrone Deiye     | 144,63           |